# LinuxLive USB Creator
LinuxLIVE USB Creator (abreviadamente LiLi) es un software libre de Windows que permite a los usuarios crear sistemas de arranque Live USB para muchas distribuciones de Linux.

## Características
- Crea Live USB de arranque de muchas distribuciones de Linux.[5]
- Hace instalaciones persistentes para salvar todos los documentos creados y modificaciones introducidas en el sistema[6]
- Ejecuta Linux directamente en Windows usando VirtualBox portátil.[6]
- Oculta en Windows los ficheros creados
- No destructivo al instalar (no formatea el dispositivo)

## Distribuciones de Linuxy variantes
- Ubuntu, Kubuntu y Xubuntu
- Emmabuntüs
- Linux Mint
- Fedora
- Debian Live
- HandyLinux
- OpenSUSE
- Sabayon Linux
- Arch Linux y ArchBang
- PCLinuxOS
- CentOS
- Damn Small Linux
- Puppy Linux
- Toutou Linux
- GParted Live
- Clonezilla
- Pinguy OS
- CrunchBang
- Super OS